# Александров, Борис Юрьевич
Бори́с Ю́рьевич Алекса́ндров (11 сентября 1947, Уфа, Башкирская АССР, РСФСР, СССР — 30 ноября 2020, Москва, Россия) — советский и российский врач-терапевт, предприниматель, президент группы компаний «Ростагрокомплекс», создатель бренда «Б. Ю. Александров» по выпуску глазированных сырков. Писатель, трижды лауреат российской премии «Предприниматель года» (2004, 2006, 2007), вице-президент «Академии проблем качества РФ» и «Российской академии бизнеса и предпринимательства».

## Биография
Родился 11 сентября 1947 года в городе Уфе Башкирской АССР, в семье медиков. Отец — Юрий Алексеевич, был стоматологом. Мать — Рива Яковлевна, работала врачом-дерматовенерологом. Семья жила в Уфе, затем переехала в Москву. По происхождению — наполовину еврей, наполовину русский.
В 1970 году окончил 1-й Московский ордена Ленина медицинский институт имени И. М. Сеченова по специальности «Лечебное дело».
В 1972—1982 годах работал врачом-терапевтом на теплоходе «Антон Буюклы» Сахалинского морского пароходства.
В 1982 году занимался нелегальным производством и продажей водки, за что в 1983 году был приговорён к трём годам лишения свободы (по статье 153 УК РСФСР «Частнопредпринимательская деятельность»), провёл два года под следствием и один — на зоне под Липецком, в 1986 году был оправдан со снятием судимости.
В конце 1980-х — начале 1990-х годов, в период «перестройки» и распада Советского Союза, занялся легальным предпринимательством. Создал медицинский кооператив «Надежда» (совместно с Юрием Изачиком), кооперативы по изданию и продаже книг (первая книга — «Третья девушка» Агаты Кристи — была издана на русском языке тиражом 100 000 экземпляров), торговле цветными металлами, китайскими коврами, стеклотарой и продуктами питания (в том числе, конфетами, молочной продукцией и др.).

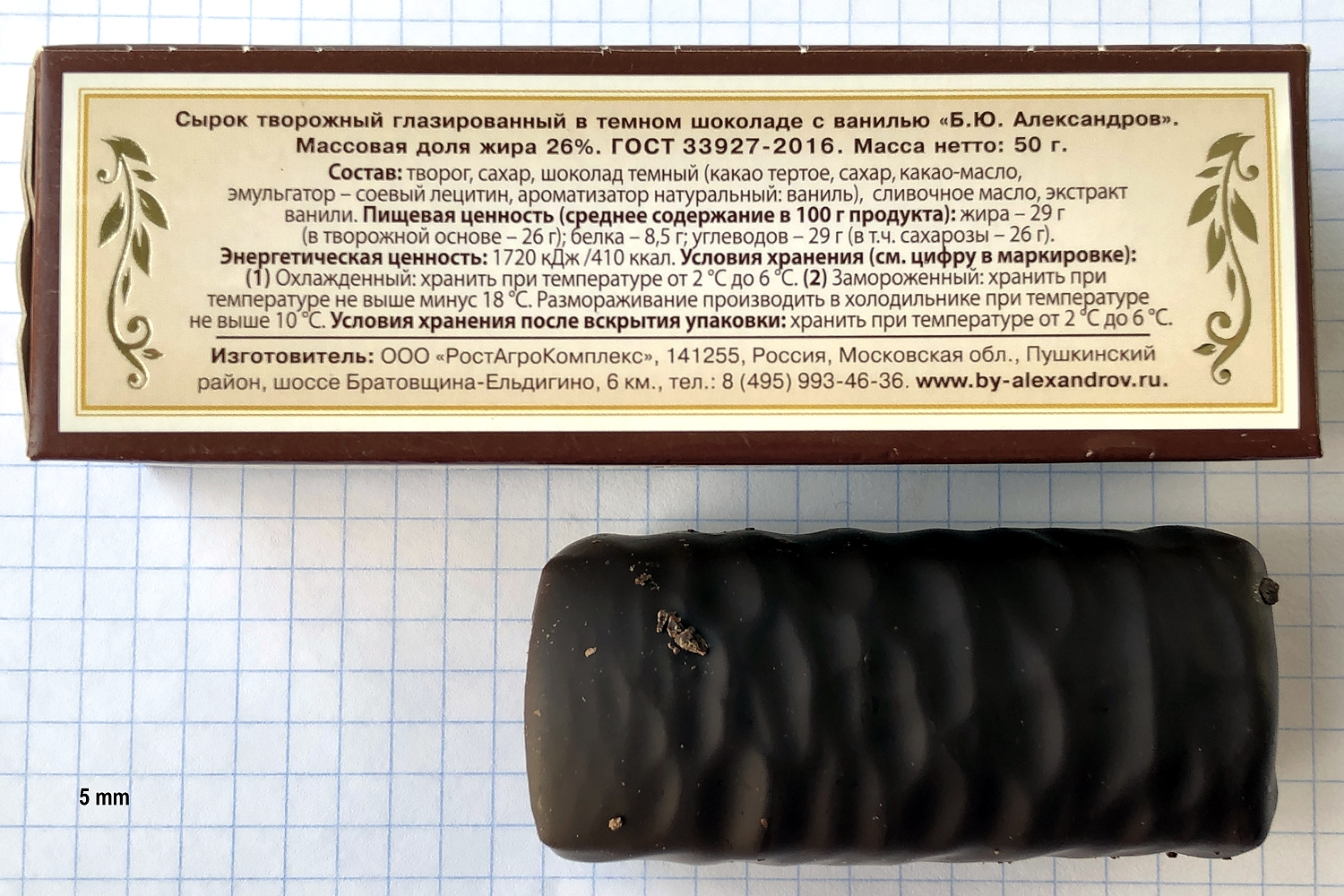
Сырок творожный глазированный в тёмном шоколаде с ванилью «Б. Ю. Александров» и картонная упаковка к нему, 2.12.2020.

В 1994 году с целью обеспечения населения молочными продуктами питания, совместно с врачами-единомышленниками Ю. А. Изачиком и Л. C. Микиртумовым, основал компанию «Ростагроэкспорт» (ныне — группа компаний) по производству молочной продукции (главным образом творожных сырков). В 1999 году создал бренд «Б. Ю. Александров» по производству глазированных творожных сырков премиум-класса (высококачественных и дорогостоящих). По состоянию на ноябрь 2020 года, группа компаний ежедневно выпускала более 150 тонн молочной продукции (глазированные творожные сырки, творожную массу, творог, десерты, сметану, плавленые сыры под брендами «Б. Ю. Александров», «Ростагроэкспорт», «Ностальгия», «Крепыш», «Вкусный день», «Шокомастер» и др.), а в состав группы компаний, кроме головного завода в Пушкинском районе Московской области, входили завод по выпуску детского питания в Саратове и предприятие по производству глазури в Калининграде.
В 2001 году основал и возглавил медицинский центр «Клиника доктора Александрова» в Москве.
В 2013 году у Александрова был диагностирован рак лимфатических узлов четвёртой стадии, в связи с чем он лечился в Германии и в Институте рака Даны-Фарбера в Бостоне (США).. В американской клинике он две недели находился в коме. В мартовском интервью Forbes Александров рассказывал, что его спасли «случай или Бог».
После чего он переехал в Латвию. В городе Айзпуте открыл Центр коррекции веса «Academy Vitality». В последние годы проживал в Юрмале.
В начале ноября 2020 года Александров заразился респираторной инфекцией COVID-19. 23 ноября в тяжёлом состоянии был госпитализирован в инфекционную больницу в Москве и подключён к аппарату искусственной вентиляции лёгких (ИВЛ), скончался там же 30 ноября 2020 года на 74-м году жизни.
Похоронен в Москве на Митинском кладбище (участок 102).

### Личная жизнь
Борис Александров был женат пять раз (2 раза дважды). У него есть трое детей от разных жён:
- сын — Константин Борисович Александров[5], предприниматель;
- дочь — Екатерина (род. 1980), руководитель отдела премиум-продукции «Ростагроэкспорта»[5];
- дочь — Наталья Кокота (род. 1982)[5].

Увлекался игрой в мини-футбол.

## Награды и премии
Профессиональные награды и премии

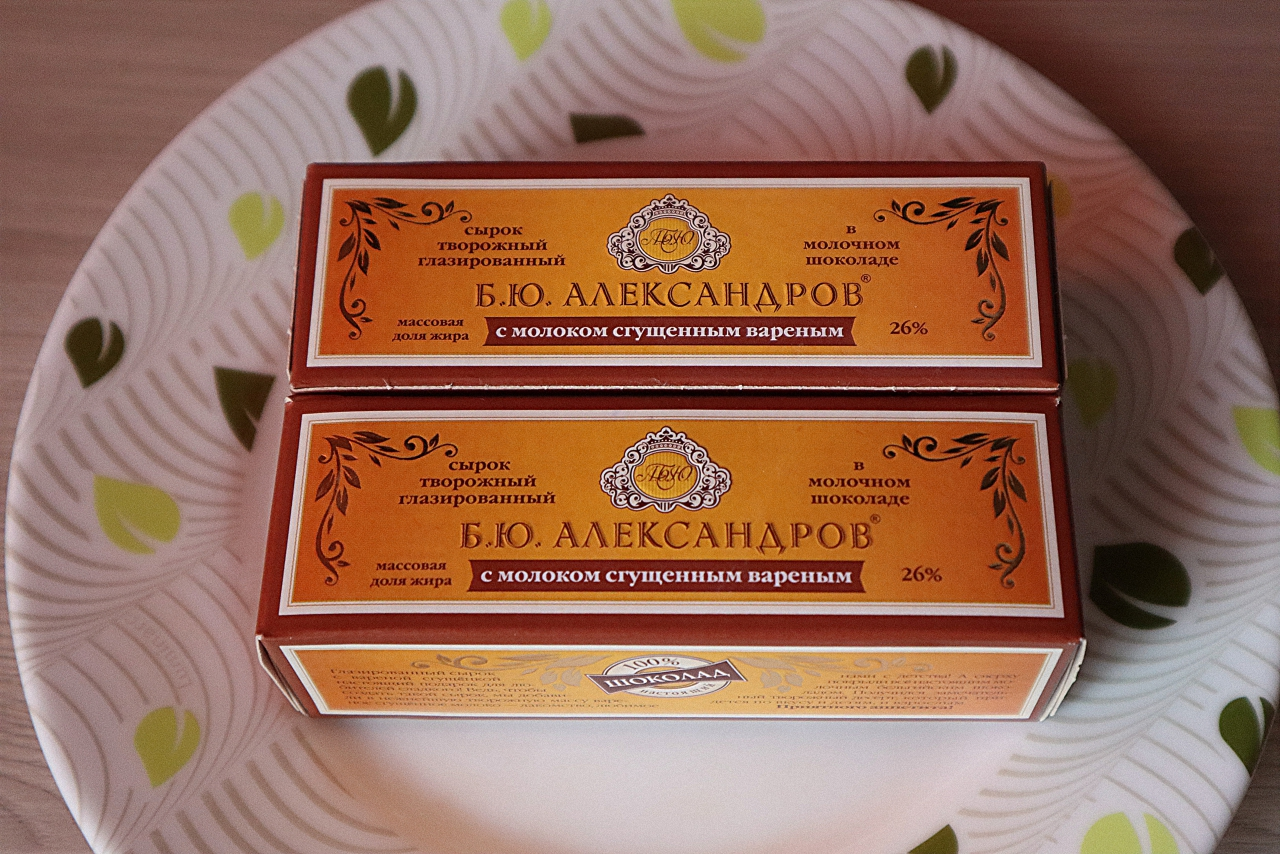

- Лауреат российской премии «Предприниматель года» (2004, 2006, 2007)[5].
- Орден «Знак качества» за предпринимательскую деятельность[19].

Церковные награды:
- Орден Преподобного Сергия Радонежского III степени[5].
- Орден Святого благоверного князя Даниила Московского III степени — за участие «Ростагрокомплекс» в восстановлении церкви Покрова Божьей Матери в Филях и крестильного храма при ней[5].

## Членство в организациях
- Молочный союз России — некоммерческая организация «Российский союз предприятий молочной отрасли»[20].

## Взгляды
В феврале 2020 года на вопрос журналиста российской версии издания «Forbes» о коронавирусе Борис Александров ответил: «Это полная ерунда. Это бабки, которые Китай сделает, обманув весь мир. Новые вирусы возникают каждый день… От этого коронавируса погибает меньше народа, чем от автомобильных катастроф». Также заявил, что «маска ни в коем случае не защищает от вируса».
В феврале 2020 года высказался о введённых европейскими странами санкциях и ответных российских контрсанкциях: «И вот когда ввели санкции..., я всегда благодарен за это (когда против нас ввели санкции, а мы ввели ответные санкции и прекратили доступ дешёвого молока), дали нам время, чтобы мы встали на ноги. За это время мы научились получать молоко подешевле. И, если бы этого не было, как сейчас всем странам бывшего социалистического содружества трудно попасть с сельскохозяйственной продукцией на европейские рынки, точно так же им сейчас трудно попасть к нам, потому что мы уже все ниши заполнили. Мы за время санкций выросли на 45%».